# Pseudochazara euxina
Pseudochazara euxina là một loài bướm thuộc họ Nymphalidae. Loài này có ở Nga và Ukraina. Môi trường sống tự nhiên của chúng là rừng ôn đới and vùng đồng cỏ ôn đới. Chúng hiện đang bị đe dọa vì mất môi trường sống.